# Tanjung Iman I
Tanjung Iman I is een bestuurslaag in het regentschap Kaur van de provincie Bengkulu, Indonesië. Tanjung Iman I telt 421 inwoners (volkstelling 2010).